# لوراكنة (أولاد امحية)
لوراكنة هو دُوَّار يقع بجماعة لحدار، إقليم آسفي، جهة مراكش آسفي في المملكة المغربية. ينتمي الدوّار لمشيخة أولاد امحية التي تضم 24 دوار. يقدر عدد سكانه بـ 136 نسمة حسب الإحصاء الرسمي للسكان والسكنى لسنة 2004.

## روابط خارجية
- البوابة الوطنية للجماعات الترابية نسخة محفوظة 12 مارس 2018 على موقع واي باك مشين.
- المندوبية السامية للتخطيط